# Verzögerungs-Bandbreiten-Produkt
Das Verzögerungs-Bandbreiten-Produkt (englisch bandwidth-delay product, BDP) ist ein Begriff aus der Netzwerktechnik und ist eine Eigenschaft einer Datenverbindung. Es berechnet sich als das Produkt aus der Verzögerung (Einheit: Sekunde) und der Datenübertragungsrate (Einheit: Bit pro Sekunde). Das Ergebnis, eine in Bit oder Byte angegebene Datenmenge entspricht der Anzahl der Daten, die sich auf dem Weg befinden, wenn ein oder mehrere Sender den Übertragungskanal füllen.
Ein Netzwerk mit großem Verzögerungs-Bandbreiten-Produkt wird als long fat network (LFN, deutsch: „langes, breites Netzwerk“) bezeichnet. RFC 1072 definiert ein Netzwerk als LFN, falls das Verzögerungs-Bandbreiten-Produkt größer 105 Bits (12500 Bytes) ist.
Vor allem beim Design von zuverlässigen Transportprotokollen wie TCP spielt das Verzögerungs-Bandbreiten-Produkt eine Rolle. Hierbei werden Empfangsbestätigungen verwendet, um zu gewährleisten, dass gesendete Daten erfolgreich empfangen wurden. Ein hoher Durchsatz kann nur dann erzielt werden, wenn der Sender hinreichend große Datenmengen versenden kann, bevor dieser innehalten und auf eine Empfangsbestätigung durch den Empfänger warten muss. Ist die Menge an gesendeten Daten verglichen mit dem Verzögerungs-Bandbreiten-Produkt gering, dann kommt das Protokoll nicht an die maximale Effizienz heran. In diesem Zusammenhang wird das Verzögerungs-Bandbreiten-Produkt auch als das Produkt aus der Datenübertragungsrate und der Paketumlaufzeit berechnet.
Im Fall einer Verbindung mit einem geostationären Satelliten, beispielsweise Internetzugang über Satellit, sind Verzögerung und ggf. die Bandbreite sehr groß. Das resultierende Verzögerungs-Bandbreiten-Produkt erfordert möglicherweise Anpassungen in Stop-and-Wait-Protokollen, um die maximale Bandbreite ausnutzen zu können.

## Beispiel
Bei einem Kanal mit einer Datenübertragungsrate von 100 Mbit/s (wie zum Beispiel bei Fast-Ethernet) und einer Verzögerung von 20 ms ergibt sich für das Produkt folgende Rechnung:
Verzögerung × Datenübertragungsrate = 20 ms × 100 Mbit/s = 20×10−3 s × 100×106 bit/s = 2×106 bit, bzw. 2 Mbit, bzw. 250 kByte.
Langsames Satellitennetzwerk: 512 kbit/s, 900 ms Paketumlaufzeit
Verzögerung × Datenübertragungsrate = 900×10−3 s × 512×103 bit/s = 460.800 bit, / 8 = 57.600 B (56,25 KiB)